# Корольков, Иван Иванович
Иван Иванович Корольков (1915—1973) — советский офицер-танкист, мастер танкового боя, Герой Советского Союза (1943). Майор.
Во время Великой Отечественной войны прошёл путь от механика-водителя до командира танкового полка. Летом 1942 года командир роты тяжёлых танков КВ-1 1-го танкового батальона 133-й танковой бригады 64-й армии Сталинградского фронта старший лейтенант И. И. Корольков в составе экипажа подбил восемь танков противника. В критический момент боя 18 августа возглавил атаку стрелковых подразделений и, несмотря на ранение, продолжал командовать танковой ротой до полного выполнения боевой задачи.
За период боёв с 22 июня по 20 сентября 1942 года на боевом счету экипажа КВ-1 И. И. Королькова — 26 подбитых и уничтоженных танков противника. Войну закончил командиром 114-го отдельного танкового полка 14-й гвардейской кавалерийской дивизии.

## Биография
Родился 22 мая 1915 года в деревне Меловая (ныне — Солнцевского района Курской области) в крестьянской семье. Русский (по другим данным — украинец). В 1928 году окончил начальную школу. Работал слесарем.
В Красной Армии с 1937 года. Участник Великой Отечественной войны с 22 июня 1941 года. Механик-водитель И. И. Корольков принял свой первый бой на западной границе в районе Львова, затем воевал в районах Злочева, Тернополя и Топорува. За успешные боевые действия в районе Воронежа и Глухова механик-водитель И. И. Корольков награждён орденом Красной Звезды (5 декабря 1941). Член ВКП(б)/КПСС с 1941 года. В бою 8 марта 1942 года был тяжело ранен.
4 июня 1942 года старший лейтенант Иван Корольков назначен командиром роты тяжёлых танков КВ-1 1-го танкового батальона 133-й танковой бригады (64-я армия, Сталинградский фронт).
10 июня 1942 года во время Харьковской операции в бою за железнодорожную станцию Булацеловка Шевченковского района Харьковской области Украины, западнее села Татьяновка, отбивая немецкую контратаку силой до 20-ти танков противника, в составе экипажа подбил 8 танков, 7 орудий и до 200 солдат и офицеров противника. Остальные немецкие танки отошли. Несмотря на большие повреждения, И. И. Корольков вывел свой танк с поля боя. При этом танковая рота И. И. Королькова обеспечила закрепление советских подразделений на станции За этот эпизод был представлен командованием батальона к ордену Отечественной войны I степени, однако был награждён высшем орденом страны - орденом Ленина (26 сентября 1942).
18 августа 1942 года в бою под Сталинградом (с 1961 года — Волгоград) офицер-танкист, в критический момент боя, когда советская пехота начала отходить, выскочил из танка и лично возглавил атаку стрелковых подразделений. Несмотря на полученное в бою ранение, продолжал командовать танковой ротой до полного выполнения боевой задачи.

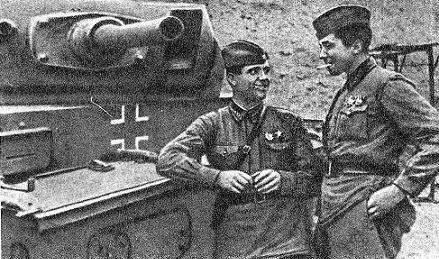
Старший лейтенант И. И. Корольков (слева) и младший лейтенант К. И. Савельев во время Сталинградской битвы, осень 1942.

Только за период боёв с 22 июня по 20 сентября 1942 года на боевом счету экипажа КВ-1 И. И. Королькова — 26 подбитых и уничтоженных танков противника, 22 миномёта, 3 пулемёта, один командный пункт и 1400 солдат и офицеров противника.
Указом Президиума Верховного Совета СССР от 8 февраля 1943 года «за образцовое выполнение боевых заданий командования на фронте борьбы с немецко-фашистским захватчиками и проявленные при этом мужество и героизм» старшему лейтенанту Королькову Ивану Ивановичу присвоено звание Героя Советского Союза с вручением ордена Ленина и медали «Золотая Звезда» (№ 919). Этим же Указом высокого звания Героя Советского Союза был удостоен командир танка КВ-1 его роты — младший лейтенант К. И. Савельев, на боевом счету которого за тот же период уже было 23 подбитых и уничтоженных танка, а также командир роты гвардии капитан С. М. Павлов.
Летом 1943 года 133-я танковая бригада, ставшая 11-й гвардейской, заняла оборону в районе Молотычей под Курском. Гвардии старший лейтенант Корольков И. И. был назначен командиром танкового батальона. Весной и в начале лета 1943 года о нём писали в газетах «Правда» и «Красная Звезда», его опыт изучался в танковых подразделениях. Перед боями на Курской дуге бригаду проверял штаб армии, и его батальон был признан лучшим.
В ходе Курской битвы танковый батальон И. И. Королькова оборонял высоты у Молотычей и Ольховатки. После Курской битвы был назначен на должность командира 39-го гвардейского танкового полка 14-й гвардейской механизированной бригады 4-го гвардейского механизированного корпуса. Воевал на Украине.
В декабре 1944 года после окончания Ленинградской высшей офицерской бронетанковой школы гвардии майор И. И. Корольков назначен командиром 114-го отдельного танкового полка 14-й гвардейской кавалерийской дивизии 1-го Белорусского фронта.
В период с 18 апреля по 1 мая 1945 года гвардии майор И. И. Корольков организовал успешные наступательные действия своего полка, который нанёс противнику существенный урон в живой силе и технике. Лично гвардии майор И. И. Корольков неоднократно водил свои танковые подразделения в атаку. В частности, в боях за населённый пункт Гросс-Бенитц (округ Вестхафельланд, Германия) танкисты Королькова уничтожили один тяжёлый танк, 4 орудия, 3 миномёта, 21 мотоцикл, 6 грузовых машин и один железнодорожный эшелон с боеприпасами, а также большое количество пулемётов и пехоты противника.
1 мая И. И. Корольков был тяжело ранен в бою за город Ратенов (Германия). В этом бою танкисты Королькова уничтожили 2 тяжёлых танка, а ещё один был захвачен, два орудия, три миномёта и до трёх взводов пехоты противника. За умелое руководство действиями полка командование дивизии наградило гвардии майора И. И. Королькова орденом Красного Знамени (29 июня 1945).
После войны И. И. Корольков продолжал службу в армии.
С 1946 года майор Корольков И. И. — в запасе. Жил и работал в посёлке городского типа Солнцево Курской области.
Умер 6 января 1973 года.

## Награды и звания
- Герой Советского Союза (8 февраля 1943)[4];
- два ордена Ленина (26 сентября 1942)[2], 8 февраля 1943[4];
- орден Красного Знамени (29 сентября 1945)[7];
- орден Красной Звезды (5 декабря 1941)[7];
- медали, в том числе[7]:
  - медаль «За оборону Сталинграда».

## Семья
Жена — Мария Ивановна Королькова, в годы войны проживала в сельском совете Менчиниковский Хомутовского района Курской области.

## Память
В 2011 году в посёлке Солнцево Курской области именем И. И. Королькова названа улица.